# Vénus noire (Valadon)
Pour les articles homonymes, voir Vénus noire.
Vénus noire – ou anciennement Négresse nue – est un tableau réalisé en 1919 par la peintre française Suzanne Valadon. De format vertical, cette huile sur toile est un nu représentant une jeune femme noire qui se tient debout dans une forêt une main relevée au-dessus de son pubis à la manière de l'Aphrodite pudique. Entrée dans les collections publiques à la faveur d'une donation en 1939, l'œuvre est affectée au musée national d'Art moderne, à Paris. Elle se trouve depuis 1961 en dépôt au musée des Beaux-Arts de Menton, dans les Alpes-Maritimes.